# Asteropus ketostea
Asteropus ketostea is een sponssoort in de taxonomische indeling van de gewone sponzen (Demospongiae). Het lichaam van de spons bestaat uit kiezelnaalden en sponginevezels, en is in staat om veel water op te nemen. 
De spons behoort tot het geslacht Asteropus en behoort tot de familie Ancorinidae. De wetenschappelijke naam van de soort werd voor het eerst geldig gepubliceerd in 1950 door de Laubenfels.